# Rosetta (rymdsond)
För andra betydelser, se Rosetta.
Rosetta är en rymdsond från ESA, uppsänd med en Ariane 5-raket den 2 mars 2004 från Centre Spatial Guyanais i Kourou, Franska Guyana. Rosettas mål är att studera kometen 67P/Churyumov-Gerasimenko på nära håll och under lång tid, med början år 2014. Forskarna hoppas bland annat att få svar på frågor som rör hur solsystemet skapades. Sonden har fått sitt namn efter Rosettestenen.

## Uppdrag
Undersökningen av kometen kommer dels att göras med olika instrument ombord på Rosetta, dels med instrument på den lilla landaren Philae som ska sättas ned på själva kometkärnan. Rosetta själv är tänkt att följa med kometen i dess bana på avstånd mellan någon och några hundra kilometer under minst ett års tid, fram till det att kometen når sitt perihelium. Detta skiljer Rosetta från alla tidigare kometfärder, till exempel ESA:s Giotto och Nasas Stardust, som endast varit snabba förbiflygningar. Rosetta kommer därför att kunna göra mycket mer detaljerade undersökningar av en komet än vad som tidigare varit möjligt, och inte minst kunna följa hur kometens utflöden av gas och stoft förändras när kometen värms upp på sin färd allt närmare solen.

## Bana genom solsystemet
Vill man flyga jämsides kometen måste man gå in i samma bana som den. För att kunna göra detta med rimlig mängd bränsle gäller det att jaga ifatt kometen där den rör sig som långsammast, vilket är längst ut i banan. Ingen raket har kapacitet att skicka en så stor rymdsond som Rosetta direkt in i en sådan bana, så därför avverkar Rosetta fyra varv i det inre solsystemet. Vid tre tillfällen (2005, 2007 och 2009) passerade Rosetta nära jorden för att utnyttja jordens gravitation i en så kallad gravitationsslunga och få en rejäl fartökning. Vid ett tillfälle (2007) tjänade Mars samma syfte.

## Instrument
Rosetta och landaren Philae bär en stor uppsättning vetenskapliga instrument. Ett av huvudinstrumenten är kameran OSIRIS, till vilken Astronomiska observatoriet vid Uppsala universitet bidragit med optiska filter. Sverige bidrar också med två instrument för undersökning av kometens omgivning: en jonspektrometer från Institutet för rymdfysik i Kiruna och en Langmuirprob från Institutet för rymdfysik i Uppsala.

## Tidtabell
2003
- 12 januari 2003: Planerad uppskjutning. Fick ställas in på grund av krångel med Ariane-raketen. Innebar att det planerade målet, kometen 46P/Wirtanen fick ändras.[12]

2004
- 26 februari 2004: Uppskjutningen försenades 24 timmar på grund av dåligt väder på Franska Guyana.
- 27 februari 2004: Avfärden ytterligare fördröjd några dagar, nu på grund av en liten reparation på Ariane-raketen.
- 2 mars 2004: Rosetta sköts upp.

2005
- 6 mars 2005: Rosetta passerade jorden ovanför Stilla havet väst om Mexiko på en höjd av 1 954,74 kilometer och med en hastighet av 38 000 kilometer per timme.

2007
- 25 februari 2007: Rosetta passerade Mars.
- i början av november 2007: Rapport om en liten asteroid (namngiven 2007 VN84) på väg mot en mycket nära passage med jorden. Det var i själva verket Rosetta.[13]
- 13 november 2007: Jorden passerades för andra gången.

2008
- 5 september 2008: Rosetta nådde ut i asteroidbältet och passerade asteroiden 2867 Šteins.

2009
- 13 november 2009: Jordpassage igen, för tredje gången.

2010
- 10 juli 2010: Rosetta passerade asteroiden 21 Lutetia.

2011
- 2011–2013 Rosetta försätts i dvala medan den är som längst bort från solen.

2014
- 20 januari 2014: Rosetta väcks upp ur sömnläget, och börjar närma sig målkometen 67P/Churyumov-Gerasimenko.
- maj 2014: Rosetta minskar den relativa hastigheten i förhållande till kometen, som befinner sig ungefär vid Jupiters bana. Rosetta ska därigenom följa med kometen på dess bana mot solen.
- 6 augusti 2014: Rosetta var 100 km från 67P/Churyumov-Gerasimenko och sände de första närbilderna av kometen till Jorden.
- Augusti 2014: Sonden ska nu långsamt cirkulera runt kometen på 25 kilometers höjd, och följa med den mot solen.
- 12 november 2014: Landaren Philae frigjordes från Rosetta på ett avstånd av 22,5 km från kometens centrum kl. 10:03 CET. Philae landade på kometen kl. 17:03 CET och skulle förankras med en harpun, men oklarhet råder huruvida harpunen utlöstes. Kometen studerades på nära håll, och provtagningar gjordes[14][15]

2015
- Augusti 2015: Kometen och Rosetta når perihelium.
- December 2015: Huvud-uppdraget slutfört.

2016
- 30 september 2016: Rosetta  kraschas avsiktligt in i kometen, vilket avslutade uppdraget.

### Fotnoter
1. ↑  ”NASA Space Science Data Coordinated Archive” (på engelska). NASA. https://nssdc.gsfc.nasa.gov/nmc/spacecraft/display.action?id=2004-006A. Läst 29 mars 2020.
2. 1 2  Rosetta at a glance, ESA, länkad 2008-11-06
3. ↑  Rosetta påbörjar sin 10 år långa resa mot solsystemets ursprung. ESA 2004-03-02, länkad 2008-11-06.
4. ↑  Why 'Rosetta'? ESA, länkad 2008-11-06.
5. ↑  History of cometary missions. ESA 2008-07-16, länkad 2008-11-06.
6. ↑  Spåren ledde honom längst ut. Hans Rickman i Forskning och Framsteg nr 5, 2005, sid 36-37. Länkad 2008-11-06.
7. ↑  Rosetta's journey. Animation av Rosettabanan hos ESA. Länkad 2008-11-06.
8. ↑  The long trek. ESA 2004-11-01, länkad 2008-11-06.
9. ↑  Rosetta ger svar - och fler frågor. ESA 2005-10-27, länkad 2008-11-06.
10. ↑  Rosetta och LAP i ett nötskal. Institutet för rymdfysik 2008-09-04, länkad 2008-11-06.
11. ↑  Svenska bidrag till Rosetta. ESA 2004-03-02, länkad 2008-11-06.
12. ↑  Kathrin Altwegg, Wesley T. Huntress, Jr (2001). ”The constituents of cometary nuclei” (på engelska). The Century of Space Science. Kluwer Academic. sid. 1280. ISBN 0-7923-7196-8. https://books.google.com/books?id=6aQRBwAAQBAJ&pg=PA1280&lpg=PA1280. Läst 5 oktober 2016
13. ↑  ”‘Deadly asteroid’ is a spaceprobe”. Arkiverad från originalet den 24 december 2013. https://web.archive.org/web/20131224093514/http://www.skymania.com/wp/2007/11/deadly-asteroid-is-spaceprobe.html/. Läst 22 januari 2014.
14. ↑  ”ESA: "Kometlandning lyckades"”. Sveriges Telvision. 11 november 2014. http://www.svt.se/nyheter/vetenskap/esa-kometlandning-lyckades. Läst 11 november 2014.
15. ↑  ESA: Touchdown!